# Serboiulus spelaeophilus
Serboiulus spelaeophilus är en mångfotingart som beskrevs av Gulicka 1967. Serboiulus spelaeophilus ingår i släktet Serboiulus och familjen kejsardubbelfotingar. Inga underarter finns listade i Catalogue of Life.